# Trichaeta teneiformis
Trichaeta teneiformis là một loài bướm đêm thuộc phân họ Arctiinae, họ Erebidae.